# موزه یادبود صلح استان اوکیناوا
موزه یادبود صلح استان اوکیناوا (به ژاپنی: 沖縄県立平和祈念資料館, Okinawa Kenritsu Heiwa Kinen Shiryōkan)،
یک موزه) در ایتومان، اوکیناوا. است که در ۱۱ ژوئن ۱۹۷۵ افتتاح شده‌است. این یک موزه سنگ‌بنای صلح است و با یادبود کهنه‌سربازان ویتنام مشابه است.
در طول جنگ جهانی دوم، ایالات متحده به جزایر ریوکیو حمله کرد تا از آن به عنوان منطقه ای برای حمله به ژاپن در عملیات سقوط استفاده کند. درگیری بین مارس و سپتامبر ۱۹۴۵ رخ داد، و منجر به کشته شدن بیش از ۲۵۰٬۰۰۰ نفر، از جمله ۱۵۰٬۰۰۰ غیرنظامی از مردم ریوکیو شد. نبرد اوکیناوا به عنوان مرگ بارترین نبرد جنگ توصیف شده‌است. در سال ۱۹۷۲، این منطقه دوباره به ژاپن بازگشت و استان اوکیناوا دوباره تأسیس شد.
موزه یادبود صلح، پارک دعای صلح و سنگ بنای صلح در سال ۱۹۷۵ در تپه مابونی، کنار «صخره‌های خودکشی» که در آن نبرد اوکیناوا پایان یافت، تأسیس شد. سنگ بنای صلح یک معبر نیمه دایره ای از سنگ‌های حک شده به نام همه کشته‌شدگان نبرد اوکیناوا است که توسط ملیت (یا براساس قومیت برای چینی‌ها، تایوانی‌ها، کره ای‌ها و اوکیناویایی‌ها) سازمان یافته‌است. مسیر یادبود شامل ۳۲ بنای یادبود و همچنین مکانی است که سرلشکر اوشیما خودکشی کرده‌است. تعدادی یادبود مجزا وجود دارد از جمله تالار صلح اوکیناوا، یک برج بزرگ که در سال ۱۹۷۸ ساخته شده‌است، و بناهای تاریخی جداگانه برای هر یک از استان‌های ژاپن.